# جمهورية آراس
جمهورية أراس (بالأذرية: Araz Türk Cümhuriyyəti)‏؛ تُعرف أيضًا باسم جمهورية آراكس أو جمهورية آراكسي كانت دولة قصيرة العمر وغير معترف بها في جنوب القوقاز، تتوافق تقريبًا مع الإقليم الذي أصبح الآن جمهورية نخجوان الذاتية من أذربيجان. هي مسماة على اسم نهر أراس الذي شكل حدودها الجنوبية، وقد أُعلنت الجمهورية في ديسمبر 1918 من قبل جعفارجولو خان ناختشيفانسكي بدعم من الحزب الحاكم في جمهورية أذربيجان الديمقراطية، وحزب المساواة، وحكومة الدولة العثمانية.
كان إنشاء جمهورية أراس استجابةً لاقتراح حدودي قدمه السير جون أوليفر واردروب، كبير المفوضين البريطانيين في جنوب القوقاز، والذي كان سيخصص المنطقة للجمهورية الأرمنية. انتهى وجود الجمهورية عندما تقدمت قوات من جمهورية أرمينيا الأولى إلى المنطقة ونجحت في السيطرة عليها في منتصف يونيو 1919 خلال حرب آراس. ومع ذلك، أدى هذا إلى تقدم جيش جمهورية أذربيجان والدولة العثمانية في منطقة نخجوان، وبحلول نهاية يوليو فقدت أرمينيا السيطرة على المنطقة.